# Géranomachie

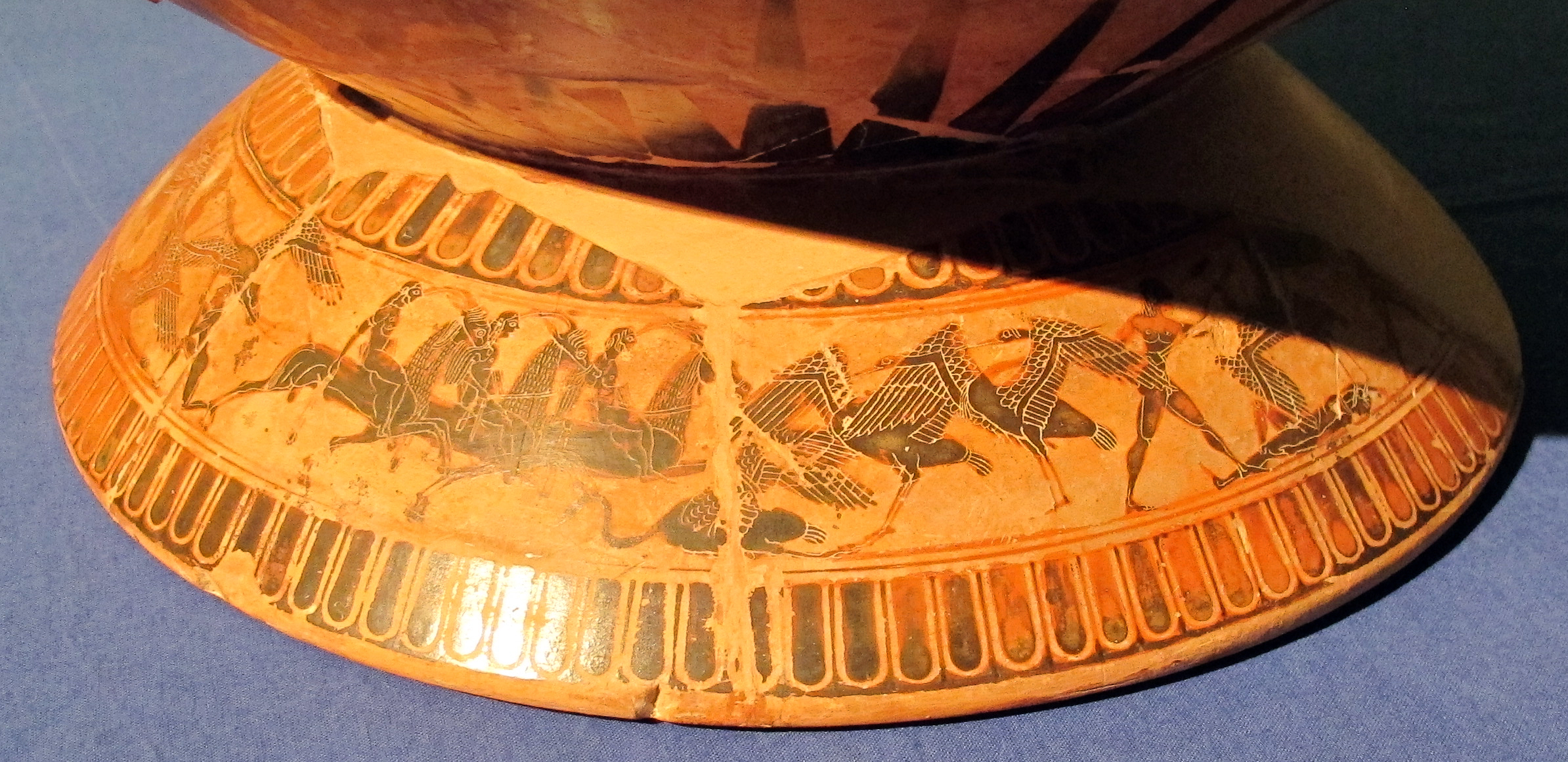
Détail du Vase François représentant une scène de la géranomachie.

La géranomachie est un mythe largement diffusé en Eurasie et en Amérique, qui raconte le combat de pygmées légendaires contre des grues.